# Reldia minutiflora
Reldia minutiflora är en tvåhjärtbladig växtart som först beskrevs av L.E. Skog, och fick sitt nu gällande namn av L.P. Kvist och L.E. Skog. Reldia minutiflora ingår i släktet Reldia och familjen Gesneriaceae.

## Underarter
Arten delas in i följande underarter:
- R. m. minutiflora
- R. m. veraguensis